# Nycteola gloriusanus
Nycteola gloriusanus är en fjärilsart som beskrevs av Leo Schwingenschuss 1953. Nycteola gloriusanus ingår i släktet Nycteola och familjen trågspinnare. Inga underarter finns listade i Catalogue of Life.